# Tijle von Schowenberg
Tijle von Schowenberg (Tile Schowenborgh) var en nederländsk stenhuggare och murarmästare. 
Tijle von Schowenberg härstammade troligen från trakterna kring Utrecht där han tillsammans med Gisebertus van Utrecht var delaktig i framställningen av sarkofagerna för drottningarna Katarina och Margareta i Utrecht före leveransen till Sverige. Han var verksam vid Uppsala domkyrka 1651–1652.